# 高祚昌
高祚昌（?—?），字赐之，又字庭蕃，晚年号东山，山西省平陽府翼城縣人，原籍桥上山头腰村，后随祖上迁居中卫乡人望村，清朝政治人物、進士出身。光绪癸未（1883）联捷进士，钦点翰林院庶吉士，改官户部主事，念双亲年迈，蛰伏不出。后任汾州书院山长，逾二载，又主讲晋阳书院，后以士绅敦请，仍回汾州。迨其父捐棺，在籍奉侍七旬老母并主讲本邑绍文书院，后改设绍文学堂，仍充教习。辛亥革命后，效法陶渊明，游归乡里，种竹艺菊。生平酷好搜罗书籍，考究金石，为官教书所及积蓄，尽数供其所好，喜博览群书，一过不忘，每谈经史，背诵不差一字；而于黄黎洲、毛西河、阎百诗各著作，皆能通其渊源。书法抚钟王，尤善临米帖，乞墨宝者即挥洒付之，毫不吝啬，一时碑文寿序多出其手。他学识渊博，文章高古醇郁，冠绝一时。光绪辛巳（1881年）开局重修《翼城县志》，延为分纂。时任事者数人，而笔墨事，实由其一人亲之，其鸿才硕学，于此可见。寿64岁而终。
光緒九年（1883年），参加癸未科殿試，登進士二甲95名。同年五月，改翰林院庶吉士。光緒十二年四月，散館，俱著以部属用。